# Martha Vickers
Martha Vickers (nacida Martha MacVicar; Ann Arbor, 28 de mayo de 1925–Hollywood, 2 de noviembre de 1971) fue una modelo y actriz estadounidense.

## Primeros años
Nacida como Martha MacVicar en Ann Arbor, Martha Vickers comenzó su carrera como modelo y chica de portada a temprana edad. Su padre era vendedor y lavador de automóviles. La familia se mudó a Hollywood por su extrema pobreza y los triunfos de Martha en pequeños papeles y protagonismos.La familia de origen judío se mudó, por la niña y
su sueño de actriz a California. Vickers tenía 15  años en ese momento.Fue conocida por ser la actriz de la mejor memoria en Hollywood para muchos directores y por su matrimonio con la estrella Mickey Rooney que ella finalizó.

## Películas

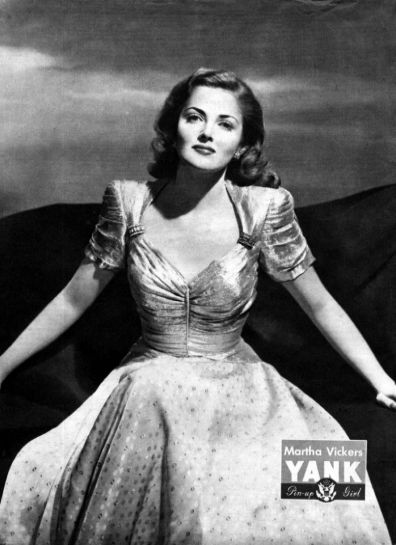
Martha Vickers pin-up en la revista Yank (1945)

El primer papel de Vickers en una película fue una pequeña aparición no acreditada en Frankenstein Meets the Wolf Man (1943).
Interpretó papeles menores en varias películas durante la década de 1940, trabajando primero en Universal Studios y luego en RKO Pictures. Posteriormente firmó un contrato con Warner Bros., donde "le dieron el impulso de una estrella, cambiando su apellido a 'Vickers'". Su trabajo con esta productora incluyó el papel de Carmen Sternwood, la hermana menor promiscua y drogadicta del personaje de Lauren Bacall en la película "The Big Sleep" de 1946. Ese mismo año también protagonizó un musical, "The Time, the Place and the Girl", seguido de dos comedias de Warner Bros., "Love and Learn" y "That Way with Women" (ambas de 1947).
Durante la década de 1950, sin embargo, la carrera cinematográfica de Vickers se estancó. Continuó actuando en televisión, apareciendo en un episodio de 1959 de la serie "Perry Mason", en el que interpretó a Sheila Hayes. Sus últimas dos actuaciones, en 1960, fueron en The Rebel, serie protagonizada por Nick Adams.

## Vida personal
Vickers se casó tres veces; con A. C. Lyles (del 15 de marzo de 1948 al 28 de septiembre de 1948), Mickey Rooney (del 3 de junio de 1949 al 25 de septiembre de 1951) y con el actor Manuel Rojas (del 1 de septiembre de 1954 al 5 de mayo de 1965). Cada matrimonio terminó en divorcio. Vickers tuvo un hijo con Mickey Rooney y dos hijas con Rojas.

## Muerte
Vickers, de 46 años, murió de cáncer de esófago en el Valley Presbyterian Hospital de Los Ángeles, California, el 2 de noviembre de 1971. Está enterrada en el Valhalla Memorial Park Cemetery de North Hollywood, California.

## Filmografía
| Cine       | Cine                             | Cine                              | Cine                                                               |
| Año        | Película                         | Personaje                         | Observaciones                                                      |
| ---------- | -------------------------------- | --------------------------------- | ------------------------------------------------------------------ |
| 1943       | Frankenstein Meets the Wolf Man  | Margareta                         | Sin aparecer en los créditos                                       |
| 1943       | Captive Wild Woman               | Dorothy Colman                    | En los créditos como Martha MacVicar                               |
| 1943       | Top Man                          | Chica del instituto               | Sin aparecer en los créditos Título alternativo: Man of the Family |
| 1943       | Hi'ya, Sailor                    | Hostess                           | Sin aparecer en los créditos                                       |
| 1944       | This Is the Life                 | Girl                              | Sin aparecer en los créditos                                       |
| 1944       | Marine Raiders                   | Sally Parker                      | Acreditada como Martha MacVicar                                    |
| 1944       | The Mummy's Ghost                | Miss McLean, una estudiante       | Sin aparecer en los créditos                                       |
| 1944       | The Falcon in Mexico             | Barbara Wade                      | En los créditos como Martha MacVicar                               |
| 1946       | The Big Sleep                    | Carmen Sternwood                  |                                                                    |
| 1946       | The Time, the Place and the Girl | Victoria Cassel                   |                                                                    |
| 1947       | The Man I Love                   | Virginia "Ginny" Brown            |                                                                    |
| 1947       | That Way with Women              | Marcia Alden                      |                                                                    |
| 1947       | Love and Learn                   | Barbara Wyngate                   |                                                                    |
| 1948       | Ruthless                         | Susan Duane                       |                                                                    |
| 1949       | Daughter of the West             | Lolita Moreno                     |                                                                    |
| 1949       | Bad Boy                          | Lila Strawn                       | Título alternativo: The Story of Danny Lester                      |
| 1949       | Alimony                          | Kitty Travers, alias Kate Klinger |                                                                    |
| 1955       | The Big Bluff                    | Valerie Bancroft                  | Título alternativo: Worthy Detectives                              |
| 1957       | The Burglar                      | Della                             |                                                                    |
| 1960       | Four Fast Guns                   | Mary Hoag                         |                                                                    |
| Televisión |                                  |                                   |                                                                    |
| Año        | Título                           | Papel                             | Notas                                                              |
| 1952       | The Unexpected                   |                                   | 1 episodio                                                         |
| 1953-1951  | General Electric Theater         | Louise Helen                      | 2 episodios                                                        |
| 1954       | Ford Theatre                     | Nancy                             | 2 episodios                                                        |
| 1954       | The Whistler                     | Louise                            | 1 episodio                                                         |
| 1955       | Fireside Theater                 | Ellen Weston Julie                | 2 episodios                                                        |
| 1956       | The Millionaire                  | Ruth Murdock                      | 1 episodio                                                         |
| 1957       | Playhouse 90                     |                                   | 1 episodio                                                         |
| 1959       | Perry Mason                      | Sheila Hayes                      | 1 episodio                                                         |
| 1960       | The Rebel                        | Bess Weed Agnes Boley             | 2 episodios (aparición final en televisión)                        |